# Суфозионо језеро
Суфозионо језеро (лат. suffossio — поткопавање) је посебан тип крашког језера који настаје процесом суфозије, тј. потокопавањем. Подземна вода односи и подрива унутрашње слојеве глине и формира шупљине, које се након слегања претварају у вртаче. Оваква језера су малих површина и незнатних дубина, карактеристична за подземене терене у красу.